# Тогузак (приток Увельки)
Тогузак — река в России, протекает по Троицкому району Челябинской области. Устье реки находится в 43 км по правому берегу реки Увелька. Длина реки составляет 17 км.

## Данные водного реестра
По данным государственного водного реестра России относится к Иртышскому бассейновому округу, водохозяйственный участок реки — Увелька, речной подбассейн реки — Тобол. Речной бассейн реки — Иртыш.